# 志道元保
志道 元保（しじ もとやす）は、戦国時代から安土桃山時代にかけての武将。安芸の毛利氏の家臣。安芸志道城主。志道広良の孫で、父は志道大蔵少輔。父が若くして死去したため、祖父の後継となる。

## 生涯
天文3年（1534年）、毛利氏家臣・志道大蔵少輔の嫡男として生まれる。
天文8年（1539年）9月13日に父・大蔵少輔が死去したため、幼少ながら元保が後継となって志道氏を相続した。
天文19年（1550年）7月12日から7月13日にかけて元就によって安芸井上氏が粛清された直後の7月20日に毛利氏家臣団238名が連署して毛利氏への忠誠を誓った起請文においては、2番目に「志道大郎三郎元保」と署名している。
天文24年（1555年）、陶晴賢に味方した野間隆実の矢野城攻略に従軍し、出城の明神山砦攻略で武勲を立て、同年4月28日に毛利元就・隆元父子連名の感状を与えられる。
さらに同年の厳島の戦いで陶晴賢を討った後に始まった毛利元就の防長経略にも従い、弘治2年（1556年）10月21日に周防国熊毛郡高尾村200石を毛利隆元から与えられ、翌月の11月22日には毛利元就からも高尾村200貫を与えることを認められている。
弘治3年（1557年）、元保は阿曽沼広秀や福原貞俊らと供に長門国且山城を攻撃して、なおも抵抗を続ける内藤隆世を自害に追い込んだ。更に大内義長が籠る長福寺を包囲して、4月3日に義長を自害させた。
防長経略が終了して直ぐの同年7月1日に祖父の志道広良が91歳で死去。同年12月2日に毛利氏家臣239名が名を連ねて軍勢狼藉や陣払の禁止を誓約した連署起請文において、2番目に「志道大藏少輔」と署名している。
永禄5年（1562年）8月23日、叔父の守熊が住職を務める実相寺の寺家分の知行を毛利隆元から与えられる。
永禄9年（1566年）の月山富田城の戦いにも参加して戦功を挙げる。
永禄12年（1569年）8月10日、毛利輝元への忠節を尽くすことが肝要であり、今後は事の大小によらず相談することを誓約する起請文を小早川隆景と交わす。
天正9年（1581年）11月14日、吉川元春から伯耆国の南条元続が守る羽衣石城攻めが落着した際に伯耆国久米郡東郷の内の200石とそれ以外の場所で100石の合計300石の地を与えることが内談の結果決まったことを伝えられる。
元保が知行した所領は、天正11年（1583年）1月21日付けの国司元武、児玉元良、粟屋元真の連署状によると、安芸国の志道村、郡戸公文分、河根信安名、有富兼次名、実相寺の寺家分、下吉田の内の散田7段小、西条八名、中麻原の代官、周防国熊毛郡の高尾村200石、田布施23石、三輪の内の7段、出雲国の多久和300貫が挙げられている。
天正10年（1582年）10月23日に死去。享年49。嫡男の元規が後を継いだ。次男の元縁は、天正13年（1585年）に椙杜隆康の後継者が不在となったため、その養子となって椙杜氏を継承した。子孫は代々長州藩寄組の藩士として続いた。